# Dorsa Harker
I Dorsa Harker sono un sistema di creste lunari intitolato al geologo e petrografo inglese Alfred Harker nel 1976. Si trova nel Mare Crisium e ha una lunghezza di circa 197 km.